# ورشارد سیتی (کلرادو)
ورشارد سیتی (به انگلیسی: Orchard City) شهری در ایالت کلرادو کشور ایالات متحده آمریکا است که جمعیت آن در سرشماری سال ۲۰۱۰ میلادی، ۳٬۱۱۹ نفر بوده‌است.